# Borís Vassíliev
Borís Alekséievitx Vassíliev (en rus Борис Алексеевич Васильев) (Moscou, 15 de gener de 1937 - 18 de gener de 2000) va ser un ciclista soviètic, d'origen rus, que va córrer durant els anys 50 i 60 del segle xx.
El 1960 va prendre part en els Jocs Olímpics de Roma, en què guanyà una medalla de bronze en la prova de tàndem, fent parella amb Vladímir Leónov.